# 水府流太田派
水府流太田派（すいふりゅうおおたは）は、日本泳法の流派のひとつ。
1878年（明治11年）に水戸藩の水府流をもとに太田捨蔵によって考案された、日本水泳連盟が認定する13流派のうちのひとつ。
東京高等師範学校が水泳課目に水府流太田派を取り入れたため、教育の場を通じて同流は全国的に普及した。
1930年（昭和5年）に全国的な泳法流派が加盟する日本游泳連盟が設立され、規約で岩倉流、踏水術（小堀流）、観海流、向井流、野島流、山ノ内流、神伝流、水府流太田派が加盟し、設立時加盟団体となった。
泳法は一重伸、二重伸、大抜手、その他である。